# Social Tagging

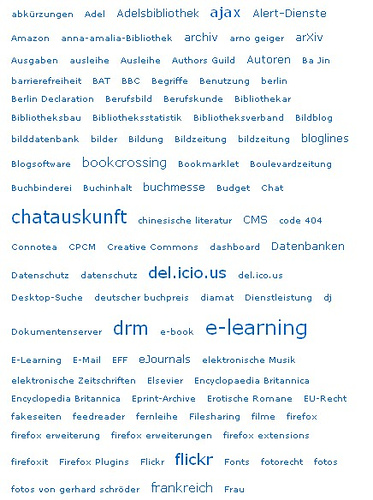
Auszug einer Tag Cloud des Internet-Tagebuchs Netbib

Social Tagging oder collaborative tagging bezeichnet die gemeinschaftliche Verschlagwortung (Indexierung), bei der Nutzer Inhalten mit sozialer Software ohne vorgegebene Regeln Deskriptoren (Schlagwörter, tags) zuordnen. Eine so erstellte Sammlung von Schlagwörtern wird Folksonomie (folksonomy) genannt. Tags können als Tag Cloud (Wortwolke) visualisiert werden, bei der die populärsten Schlagwörter am größten dargestellt werden.

## Anwendung
Die Folksonomy findet ihre Anwendung hauptsächlich auf Websites beziehungsweise in den von ihnen angebotenen Gemeinschaften, um deren Inhalte zu verschlagworten. Andere Benutzer finden diese Informationen dann durch die Suche nach einem Schlagwort. Populäre, auf diese Art und Weise von vielen Personen indexierte Objekte sind Blogeinträge, Fotos oder soziale Lesezeichen. Die Nutzer agieren dabei in offenen Gemeinschaften ohne festgelegte Indexierungsregeln. Das gemeinschaftliche Indexieren dient dabei vor allem der Sacherschließung.

## Entstehung und Ursprung
Die Entstehung des Kofferwortes Folksonomy aus „folk taxonomies“, also Laien-Taxonomien, wird auf Thomas Vander Wal zurückgeführt. Folksonomy wurde zuerst 2003 auf der Website delicious angewandt.
Jon Udell führte 2004 aus, dass diese Art der Indexierung schon bekannt sei, neu sei allerdings die Möglichkeit der Rückkopplung durch einzelne Nutzer.
Eine umfassende Studie über Folksonomies hinsichtlich Wissensrepräsentation und Information Retrieval legte 2009 Isabella Peters vor.

## Vorteile gegenüber kontrollierter Erschließung
Durch eine Folksonomie kann jeder Benutzer etwas zur Verschlagwortung beitragen. So verteilt sich zum einen der Kategorisierungsaufwand auf viele Schultern, zum anderen werden bessere Suchergebnisse erzielt, wenn die Informationsobjekte von denjenigen kategorisiert werden, die sie auch benutzen. Durch die zumeist große Zahl von Benutzern sollen Informationen und Zusammenhänge, die dem Einzelnen nicht aufgefallen sind, sichtbar gemacht werden.
Neben individuellem Nutzen für die Selbstorganisation des einzelnen Nutzers hat dieser die Möglichkeit, seine Schlagwortsammlung der Allgemeinheit zugänglich zu machen. So können zum Beispiel Dokumente mit identischen Schlagwörtern oder Nutzer mit ähnlichen Interessen (die anhand ihrer Schlagwörter identifiziert werden) in Verbindung gebracht werden. Das offene Teilen der Schlagwörterzuordnungen der Einzelnen mit Anderen bietet der Gemeinschaft einerseits eine gute Suchmöglichkeit (gemeinsames Erschließen eines Informationsraumes), erlaubt es einzelnen Benutzern aber auch, über die Zuordnung der Schlagwörter zu Benutzern auf andere Objekte oder andere Sichtweisen aufmerksam zu werden.

## Nachteile gegenüber kontrollierter Erschließung
Bei der herkömmlichen manuellen Erschließung, beispielsweise durch Bibliothekare, werden meist Klassifikationen oder andere zentral verwaltete kontrollierte Vokabulare eingesetzt. Bei der Folksonomy gibt es hingegen keine Instanz, die festlegt, welche Schlagwörter zu verwenden sind und welche nicht. Daher kommt es zu einer Zersplitterung der Kategorien; so wird z. B. die gleiche Sache von einigen Benutzern im Singular (Beispiel: Buch) und von anderen im Plural (Bücher) bezeichnet. Hinzu kommen ggf. Schlagwörter in mehreren Sprachen (Buch, book, livre usw.). Bei zusammengesetzten Begriffen kann man sich, falls nur ein Wort und nicht mehrere technisch zugelassen sind, für verschiedene Trennzeichen (open_access, open-access) oder Zusammenschreibung entscheiden (openaccess).
Ein weiterer Nachteil der freien Verschlagwortung entsteht durch Synonyme und Homonyme: Wörter können für völlig verschiedene Konzepte stehen, und die genaue Bedeutung eines Schlagworts ist oft nur im Kontext eindeutig zu verstehen. So steht zum Beispiel das englische Wort „apple“ allgemein für die Frucht Apfel, es können aber auch die Unternehmen Apple und Apple Records gemeint sein. Sucht ein Nutzer in einer Hosting-Website wie Flickr mit den Schlagwörtern Kohl, Bush, Gipfel nach Fotos eines Gipfeltreffens mit den Politikern Kohl und Bush, könnten auch Fotos von Pflanzen (Kohl und Busch) sowie (Berg-)Gipfeln gefunden werden.
Um diesem Problem entgegenzuwirken, können verwandte Schlagwörter angezeigt und Methoden der halbautomatischen Indexierung (Vorschlagen von passenden Tags bei der Tagvergabe) benutzt werden. Als weiteres Korrektiv wird die Masse an Benutzern angesehen, die Nutzer dazu bringen könnte, sich an dem jeweils populärsten Schlagwort zu orientieren. Zudem können Data-Mining-Methoden, wie zum Beispiel Clustering eingesetzt werden. Hierdurch können Gruppen von gleichartigen Ressourcen voneinander unterschieden werden. Zudem sollten immer mehrere Schlagwörter zur Beschreibung des Inhalts vergeben werden.

## Gemeinschaftliches Indexieren mit kontrolliertem Vokabular
Neue Internetprojekte kombinieren das gemeinschaftliche Indexieren mit lexikalischen oder semantischen Datenbanken, wie der Wikipedia oder der semantischen DBpedia, um eine spezielle Form eines kontrollierten Vokabulars anzubieten.